# 121P/Shoemaker-Holt
121P/Shoemaker-Holt (znana również jako Shoemaker-Holt 2) – kometa krótkookresowa, należąca do rodziny Jowisza.

## Odkrycie
Kometa została odkryta 9 marca 1989 w Obserwatorium Palomar. Jej odkrywcami byli Carolyn Shoemaker, Eugene Shoemaker, Henry Holt.

## Orbita komety i właściwości fizyczne
Co pewien czas 121P/Shoemaker-Holt przechodzi w pobliżu Jowisza i wówczas jej orbita ulega gwałtownym zmianom (ostatnio w 2008 roku, poprzednio według wyliczeń w 1984 roku). Obecnie orbita komety ma kształt elipsy o mimośrodzie 0,18. Jej peryhelium znajduje się w odległości 3,75 j.a., aphelium zaś 5,44 j.a. od Słońca. Jej okres obiegu wokół Słońca wynosi 9,86 roku, nachylenie do ekliptyki to wartość 20,15˚.
Jądro tej komety ma rozmiary 3,2 km.